# 日本プロサッカーリーグ (法人)
公益社団法人日本プロサッカーリーグ（にほんプロサッカーリーグ）は、日本のプロサッカーリーグである日本プロサッカーリーグ（Jリーグ）の管理運営などを主な目的とする団体である。
以下においては、運営法人については「日本プロサッカーリーグ」、法人により運営されるリーグ組織そのものについては「Jリーグ」の表記を用いる。

## 概要
日本プロサッカーリーグは日本サッカー協会の下で1991年に設立された。「プロサッカーを通じて日本のサッカーの水準の向上及びサッカーの普及を図ることにより、豊かなスポーツ文化の振興及び国民の心身の健全な発達に寄与するとともに、国際社会における交流及び親善に貢献すること」を定款上の目的と定めており（定款第3条）、具体的にはJリーグの管理運営や選手のキャリア支援、サッカーを核とした日本国民への幅広いスポーツ振興（Jリーグ百年構想）を行うことを主な目的としている。法的には社団法人の最高責任者は「理事長」というのが正しい呼称だが、初代理事長である川淵三郎の発案により、チェアマン（議長）という通称が併せて用いられることとなった。
2012年4月1日に、社団法人から公益社団法人へ移行した。国の公益法人制度改革に基づくもので、事業を展開する際、税制面で優遇されるなどの利点がある。 2011年12月1日に移行申請し、2012年3月16日に内閣府から認定内定を受けている。
2003年以降は東京都文京区本郷の日本サッカー協会ビル（JFAハウス）を主たるオフィスとしていたが、同ビルが三井不動産レジデンシャルに売却されることが決定し、2023年6月19日より東京都千代田区丸の内にある明治安田生命保険本社ビル（丸の内マイプラザ内）8階に移転した。

## 会員
法人の構成員は定款第5条に定めがあり、以下の会員区分により構成されている。
正会員
Jリーグに参加するクラブの運営法人。日本プロサッカーリーグ#正会員クラブの運営法人を参照。
(a)J1会員、(b)J2会員、(c)J3会員からなる
特別会員
Jリーグチェアマンに選定された者
賛助会員
日本プロサッカーリーグの事業を援助する個人または法人
名誉会員
日本プロサッカーリーグに特に功労のあった者で、総会の議決をもって推薦された者
なお、一般社団法人及び一般財団法人に関する法律（以下「社団・財団法」）上の「社員」は上記の正会員をもって充てるとされており、最高議決機関である総会への出席・投票権は正会員のみに与えられている。また、総会において理事が選出され、業務執行のために理事会を構成している。
なお、2013年1月22日の規約改正時点では「（チェアマン以外の）正会員となることを目指す法人」として「準会員」の資格が存在した。J3リーグ発足を念頭に設定された資格で、2012年までのJリーグ準加盟クラブのうち、J3に所属するクラブを「Jリーグ準会員（J3会員）」、J3を目指して活動するクラブのうち、Jリーグの審査を受けて承認されたクラブを「Jリーグ百年構想クラブ」と呼ぶこととしていた が、2014年の規約改正でJ3会員を正会員の一部と位置づけることとなったため、この資格は消滅した。

## 役員
役員の位置づけについては定款第21条に定めがあり、9名以上13名以内の「理事」、3名以内の「監事」を置くこととしている。理事のうち1名を理事長（チェアマン）とする。任期は2年（ただし再任を妨げない、定款第25条）。
特任理事は2014年の定款改訂時に新たに設けられた役職で、理事会に出席し、意見を述べ、質疑に応じることができる代わりに、理事会での議決権を有しない（定款第21条の2）。
チェアマンをもって社団・財団法上の「代表理事」と位置づけている。また、執行役員は理事と別途に10名以内を選任することができる（定款第21条の3）。
なお、2024年3月19日の定款改正までは、理事の定数が「15名以上20名以内」で、理事の中から常勤役員として1名以内の副理事長、2名以内の専務理事および常務理事を置くことが出来るとしており、副理事長・専務理事・常務理事をもって社団・財団法上の「業務執行理事」に位置付け、執行役員は理事長（チェアマン）と業務執行理事で構成されるものとされていた。
以下は、2024年4月16日時点の役員一覧。特記なき場合、「（公社）Jリーグ」は「公益社団法人日本プロサッカーリーグ」を、「（株）Jリーグ」は「株式会社Jリーグ」を指す。
| 役職       | 名前       | 略歴 |
| ---------- | ---------- | --- |
| チェアマン | 野々村芳和 | （公社）WEリーグ理事長、前（公社）Jリーグ理事（非常勤）、前（株）コンサドーレ代表取締役会長、元プロサッカー選手。 |
| 理事       | 宮本恒靖   | （公財）日本サッカー協会会長、元日本代表                                                                          |
| 理事       | 大倉智     | （株）いわきスポーツクラブ代表取締役社長、元プロサッカー選手                                                      |
| 理事       | 小泉文明   | （株）鹿島アントラーズ・エフ・シー代表取締役社長、（株）メルカリ取締役会長                                        |
| 理事       | 小西工己   | （株）名古屋グランパスエイト代表取締役社長、元トヨタ自動車常務役員                                                |
| 理事       | 杉本勇次   | ベインキャピタル・プライベート・エクイティ・ジャパンLLC日本代表                                                   |
| 理事       | 元榮太一郎 | 弁護士ドットコム（株）代表取締役社長、弁護士法人Authense法律事務所 代表弁護士 CEO                                 |
| 理事       | 秋山有子   | （株）サンリオ 常務執行役員・グローバルデジタルマーケテイング本部 本部長                                          |
| 理事       | 藤原弘治   | （株）みずほフィナンシャルグループ 特別顧問、元みずほ銀行代表取締役頭取                                           |
| 理事       | 政井貴子   | SBI金融経済研究所（株） 取締役理事長、元日本銀行政策委員会審議委員                                                |
| 監事       | 鈴木秀和   | （株）Jリーグ取締役専務執行役員                                                                                   |
| 監事       | 小林久美   | Tokyo Athletes Office（株）代表取締役、（株）スポカチ取締役、（株）コーセー社外監査役                             |
| 監事       | 大金直樹   | 東京フットボールクラブ（株） 取締役会長、元サッカー選手                                                           |
| 特任理事   | 内田篤人   | （公財）日本サッカー協会ロールモデルコーチ、シャルケ04チームアンバサダー、元日本代表                              |
| 特任理事   | 髙田春奈   | （公財）日本女子プロサッカーリーグチェア、前（公社）Jリーグ理事（常勤）、元（株）V・ファーレン長崎代表取締役社長  |
| 特任理事   | 中村憲剛   | Frontale Relations Organize、（公財）日本サッカー協会ロールモデルコーチ、JFA Growth Strategist、元日本代表        |
| 特任理事   | 夫馬賢治   | （株）ニューラル 代表取締役CEO                                                                                    |
| 特任理事   | 小野伸二   | One Hokkaido Nexus Organizer、元日本代表                                                                          |

| 名前       | 担当部門                                      | 略歴                                                                                         |
| ---------- | --------------------------------------------- | -------------------------------------------------------------------------------------------- |
| 窪田慎二   | フットボール本部                              | 元（株）Jリーグマーケティング社長                                                            |
| 青影宜典   | 経営基盤本部                                  | 元Jリーグクラブライセンスマネージャー、元（株）大分フットボールクラブ社員                    |
| 勝澤健     | クラブサポート本部                            | 元（株）Jリーグメディアプロモーション 専務執行役員                                           |
| 笹田賢吾   | 事業マーケティング本部 マルチメディア事業本部 | 元ニフティ（株） 社員                                                                        |
| 辻井隆行   | サステナビリティ部                            | ソーシャルビジネス・コンサルタント、元パタゴニア日本支社長                                   |
| 相田鉄弥   | 海外事業部                                    | 元（株）三菱UFJ銀行金融市場部次長                                                            |
| 中村健太郎 | パートナー事業部                              | Jリーグストラテジーダイレクター FIELD MANAGEMENT STRATEGY 代表取締役社長、エリース東京FC CEO |
| 樋口順也   | フットボール本部                              | Jリーグフットボール本部長                                                                    |

## 入会・退会
日本プロサッカーリーグへの入会については定款第6条に定めがあり、会員になろうとする者は、入会申込書を理事長（チェアマン）に提出し、理事会の承認を受けなければならないとされている。正会員としての入会にあたっては複数の要件があり、2013年からは各会員資格に応じたクラブライセンスの取得が必須となっている。
なお、名誉会員は、入会の手続きを要せず、本人の承諾をもって会員となるものとされている。
一方、会員の退会（脱退）については定款の第8条から第10条に定めがあり、以下の3種類の形が想定されている。
任意退会
会員からの退会届を提出することにより行われる。やむを得ない事情がある場合を除き、9月30日までの退会届提出をもって、翌シーズン終了の翌日から翌々シーズンの開幕の前日までの間に退会が可能。
除名
日本プロサッカーリーグの名誉を傷つけ、または目的に違反する行為があったときや、会費の6ヶ月以上の滞納時に総会で議決権の4分の3以上の議決によって行われる。
会員資格の喪失
当該会員の解散・死亡、チェアマンの退任時、J1・J2・J3会員に於いてはいずれのディビジョンにも所属しなくなったとき。

## 育成活動
日本プロサッカーリーグでは次のような育成活動を行っている。
選手育成
Jリーグへの参加には、各クラブに対し育成組織/アカデミー（ユース/高校生年代・ジュニアユース/中学生年代・ジュニア/小学生年代）を整備して選手を育成する事を条件としており、1993年の開幕時から加盟全クラブが選手の育成を行っている。2002年からは「Jリーグアカデミー」と呼ばれる、スポーツ・サッカーと触れる機会の創出やプレー環境の整備を目的とした組織が創設された。
また、選手の現役時代および引退後の生活の充実と安定を目的に、2002年4月よりJリーグキャリアサポートセンター（CSC）を設置し、キャリア教育に取り組んでいる。
各クラブのアカデミーチームは日本プロサッカーリーグが主催する以下の大会に参加するほか、日本サッカー協会の主催する各年代の大会（高円宮杯U-18サッカーリーグ、日本クラブユースサッカー選手権 (U-18/U-15)、高円宮杯 JFA 全日本U-15サッカー選手権大会、JFA 全日本U-15サッカー大会）に参加する。
- Jユースカップ (U-18)
- Jリーグ U-17チャレンジカップ
- Jリーグ U-16チャレンジリーグ
- Jリーグ U-14
- Jリーグ U-13

指導者育成
現役選手を対象とした指導者養成講座を開催し、引退後の指導者への転身をスムーズに行えるようにしている。
審判員育成
Jリーグの試合で審判（主審・副審・第4審）を担当する場合、基本的には日本サッカー協会第1級審判員資格を保有することが義務付けられている。（ただし海外のリーグ戦での経験と照合した上で、第1級審判員相当の資格を持っている場合は、日本協会の承認を得て例外として審判として出場することが可能である）
Jリーグ発足以来、審判員は副業（会社員、学校教員など）を持ちながらこなしていたが、よりプロリーグらしく国際的な審判員を育成・強化させることを目的に2002年10月に、日本サッカー協会・審判委員会のセクションに「Jリーグ対応セクション」を新設し、毎週火曜日を原則とした審判員ミーティングの他、従来からの審判員を対象とした合同研修会、主審・副審のそれぞれの研修会の他、将来的にJリーグの審判員を目指す一般人を対象とした審判員育成・Jリーグコースに育成が実施されている。
また、2002年から試合での審判実績を持ち、高い技術力を継続的に発揮できる審判員を対象として「スペシャルレフェリー制度（審判の活動を収入の中心とする審判員）」を新設した。2009年より「プロフェッショナルレフェリー」に変更され、2011年度時点で13人がプロフェッショナルレフェリーとして登録・認定されている。
ゼネラルマネージャー育成
1999年から「クラブマネジメント」「マーケティング」「チームマネジメント」の3つのカリキュラムで構成される「ゼネラルマネージャー講座」を開設し、国内外から大学教授･研究者･強豪海外クラブのゼネラルマネージャーを講師として招いて組織的なゼネラルマネージャーの養成を行っている。

## スポーツ振興
日本における多くのスポーツ団体の活動目的が大会(試合)の開催・競技レベルの向上・普及活動などであるのに対し、日本プロサッカーリーグでは理念のひとつに「豊かなスポーツ文化の振興及び国民の心身の健全な発達への寄与」を掲げ、サッカー以外のスポーツ活動に対する支援をしている点が特徴として挙げられる。具体的活動としては、Jリーグとサントリーとの共同企画である「サントリー・Jリーグ スポーツクリニック」や、Jリーグに参加する各クラブが自主的･主体的に行うサッカー以外のスポーツ振興活動への資金支援などである。資金支援には2006年度で年額4100万円（当初の3500万円から増額）が予算として計上されており、クラブは経費の一部をJリーグから支援で賄うことができる。過去に支援された活動はテニスやバレーボールなどのスポーツ教室の開催、バスケットボールやマラソンなどのスポーツの大会の開催、クラブ傘下のソフトボールチームやトライアスロンチームの運営などさまざまである。

## 主催大会
日本プロサッカーリーグがリーグ戦以外に主催する大会は以下の通り。特記ないものは日本サッカー協会との共催。

### 現行大会
- Jリーグカップ（YBCルヴァンカップ（旧・ヤマザキナビスコカップ）、1992年-）
- 天皇杯全日本サッカー選手権大会（2005年-）
- スーパーカップ（FUJIFILM SUPER CUP（旧・富士ゼロックススーパーカップ）、1994年-）
- Jリーグカップ/コパ・スダメリカーナ王者決定戦（2008年-）：日本サッカー協会及び南米サッカー連盟との共催。
- Jリーグユース選手権大会（1994年-）
- Jリーグ U-14（2008年-）
- Jリーグ U-13（2007年-）
- J1昇格プレーオフ（2012年-2017年、2023年-）

### 過去に行われた大会
- Jリーグチャンピオンシップ（1993年-2004年、2015年-2016年）
- Jリーグオールスターサッカー（1993年-2007年）
- J1参入決定戦（1998年）
- J1・J2入れ替え戦（2004年-2008年）
- Jサテライトリーグ（1992年-2009年）
- サンワバンクカップ（1994年-1997年）
- JOMO CUP（2008年-2009年）
- J2・JFL入れ替え戦（2013年）
- J2・J3入れ替え戦（2014年-2016年）
- J1参入プレーオフ（2018年-2019年）

## 放映権
日本プロサッカーリーグが放映権を一括して管理・販売し、それによって得られた放映権料を各クラブに分配している。
また、放映権と同様に試合やJリーク主催行事の写真及び選手の肖像権はJリーグフォト、Jリーグ及び各Jクラブチームの商標および選手・スタッフの肖像を使用しての商品化権についてはJリーグエンタープライズの各関連会社（Jリーグメディアプロモーション等）を通じ、Jリーグが一括して管理している。

## 関連組織
- 株式会社Jリーグ - 持株会社。2017年4月1日に「株式会社ジェイリーグエンタープライズ」から「株式会社Jリーグホールディングス」に社名・業態変更[23] 後、以下の各社の事業を統合し2020年1月1日に社名・業態変更。
  - 株式会社Jリーグデジタル - Jリーグ公式映像製作・ライブ映像配信等。2017年1月4日設立。
  - 株式会社Jリーグマーケティング - Jリーグ公式グッズの商品開発、肖像権管理、イベント企画など。
  - 株式会社Jリーグメディアプロモーション - Jリーグ公式試合映像の管理・販売など。Jリーグホールディングスの関係会社。
- 株式会社ジェイ・セイフティ - 損害保険代理店。
- 株式会社イマジカ・ライヴ - メディアセンター運営、映像アーカイブ、中継・制作。イマジカ・ロボット ホールディングスと旧・Jリーグデジタルの共同出資。

## 参考資料
- (PDF) 公益社団法人日本プロサッカーリーグ 定款（2022年1月1日改正）, 公益社団法人日本プロサッカーリーグ, (2022) 2022年3月15日閲覧。
- (PDF) 公益社団法人日本プロサッカーリーグ 定款（2024年3月19日改正）, 公益社団法人日本プロサッカーリーグ, (2024) 2024年3月21日閲覧。